# Udaan
Udaan è un film del 2010 diretto da Vikramaditya Motwane.